# Everytown for Gun Safety
Everytown for Gun Safety és una organització sense ànim de lucre nord-americana que defensa el control de les armes i contrària a la violència amb armes de foc. Everytown es va crear el 2013 quan els Mayors Against Illegal Guns i les Moms Demand Action for Gun Sense in America uniren forces. Everytown for Gun Safety és finançat en gran part per Michael Bloomberg.
2

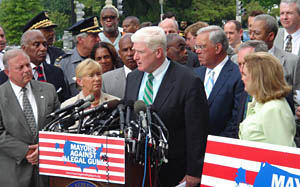
El congressista Jim Moran (D-VA) parlant a un esdeveniment per Mayors Against Illegal Guns (Alcaldes Contra Pistoles Il·legals).

L'organització treballa per "donar suport als esforços per educar els responsables polítics, així com la premsa i el públic, sobre les conseqüències de la violència amb armes de foc i promoure esforços per mantenir les armes fora de les mans dels criminals". El grup s'ha centrat en els esforços per exigir revisions universals d’antecedents en la compra d’armes de foc. L'organització també realitza investigacions i estudis sobre la violència amb armes.

## Història

### Origen
Mayors Against Illegal Guns (MAIG) es va formar l'abril del 2006 durant una cimera organitzada conjuntament pels alcaldes Michael Bloomberg de la ciutat de Nova York i Thomas Menino de Boston a la residència d'alcaldia de Nova York, a la Gracie Mansion. Bloomberg i Menino van copresidir la coalició. El grup inicial estava format per 15 alcaldes que van signar una declaració de principis. A finals del 2014, hi havia 855 alcaldes a la coalició.
L’abril de 2014, MAIG es va fusionar amb Moms Demand Action per formar Everytown for Gun Safety. El llançament d'Everytown es va produir gairebé un any després que el Senat nord-americà va debatre una sèrie de canvis a les lleis federals sobre armes arran del tiroteig de l'escola primària Sandy Hook, inclosa una esmena fallida, patrocinada per West Virginia Sen. Joe Manchin (D) i Pennsilvània Sen. Pat Toomey (R), hauria requerit verificacions de fons per a totes les vendes d’armes que es produïssin a les demostracions d’armes o per Internet. Segons Bloomberg, Everytown va ser fundat per confrontar amb la National Rifle Association en influència política.

## Problemes

### Comprovacions d’antecedents
L’organització defensa l’ampliació del sistema de comprovació d’antecedents per als compradors d’armes mitjançant canvis en les lleis estatals i federals, i recolza la legislació que requeriria verificacions d’antecedents per a totes les vendes d’armes. L'organització també dona suport a les lleis estatals que requereixen la notificació dels registres de salut mental al sistema nacional de verificació dels antecedents.

### La violència domèstica
Everytown ha donat suport a lleis que prohibeixen als "maltractadors domèstics" obtenir armes de foc. La investigació interna produïda per Everytown conclogué que els estats que requerien revisions d’antecedents per a la venda d’armes de mà privades tenien taxes de violència contra la parella en la intimitat, més baixes que els estats que no requerien revisions d’antecedents. Segons l'organització, Everytown va donar suport a l'aprovació de lleis destinades a bloquejar la venda d'armes a condemnats per maltractar en l'àmbit domèstic i persones sotmeses a ordres de restricció per violència domèstica en sis estats el 2014: Louisiana, Minnesota, New Hampshire, Vermont, Washington i Wisconsin.

### Lesions prevenibles
L’organització dona suport a la tecnologia de seguretat de les armes i a les lleis que requereixen l'emmagatzematge segur de les armes de foc per evitar la mort accidental de nens amb armes de foc, citant l'elevada taxa de lesions amb armes de foc entre els nens nord-americans en comparació amb altres països.

### Tràfic d'armes
L'organització també afavoreix el reforç de les sancions pel tràfic d'armes mitjançant la creació d'un estatut federal sobre tràfic d'armes.

### Esmena Tiahrt
Abans de la creació d'Everytown, un objectiu prioritari dels alcaldes contra les armes il·legals era derogar l'esmena Tiahrt, que rep el nom del seu patrocinador, l'exdelegat Todd Tiahrt (R-KS). Des de la seva aprovació el 2003 com a esmena a la Llei d'apropiació de comerç, justícia, ciència i agències afins, l'esmena Tiahrt prohibeix a l'Oficina d'Alcohol, Tabac, Armes de Foc i Explosius (ATF) divulgar informació de la seva base de dades de rastreig d'armes de foc a qualsevol altra persona que una agència policial o un fiscal en relació amb una investigació penal específica, i qualsevol dada que es publiqui es considera inadmissible en una demanda civil Tiahrt va declarar que la seva esmena pretenia protegir la privadesa dels propietaris d'armes i evitar l'abús de les dades per part de qualsevol agent aliè a les forces de l'ordre.
Mayors Against Illegal Guns van demanar la derogació de l'esmena Tiahrt per aquests motius:
- L'esmena Tiahrt restringeix l'accés de les autoritats policials estatals i locals a les dades de rastreig d'armes, cosa que dificulta la capacitat dels departaments de policia municipals per rastrejar els venedors d'armes il·legals, investigar patrons de tràfic d'armes i establir connexions entre delictes relacionats amb armes individuals.[23] L'alcalde Bloomberg qualificà l'esmena "d'un insult als milers d'agents de policia que s'enfronten a l'amenaça d'armes il·legals".[24][25]
- L'esmena de Tiahrt requereix que els registres de verificació de fons de NICS siguin destruïts en 24 hores. Segons MAIG, això fa que sigui més difícil per a les autoritats policials atrapar traficants d’armes que falsifiquin els seus registres i dificulta la identificació i rastreig dels compradors de palla que comprin armes en nom de criminals que no podrien passar una comprovació d’antecedents o compradors prohibits que comprin ells mateixos armes de foc a causa d’errors en el procés de comprovació d’antecedents.[25]
- L'esmena Tiahrt nega a l’ATF l’autoritat de requerir controls d’inventari del concessionari per detectar armes perdudes i robades. Segons les normes actuals, l'ATF pot realitzar una cerca sense garantia de qualsevol distribuïdor d'armes amb llicència una vegada a l'any.[26]

El centre Brady Center to Prevent Gun Violence assenyalà que l'ATF sota l'administració Bush (2001-2008) no va poder presentar cap evidència que els agents de les forces de l'ordre fossin perjudicats per la publicació de l'agència de dades sobre la traçabilitat de les armes criminals abans del 2003.
El juliol de 2007, després que el Comitè d'Apropiacions de la Cambra rebutgés els intents de derogació l'esmena, el Comitè d'Apropiacions del Senat va anar més enllà, aprovant un projecte de llei que, segons The New York Times, "amenaçava els funcionaris de les forces de l'ordre amb temps de presó per l'ús de la localització d'armes", si aquestes dades eren utilitzades més enllà d’una investigació específica, per exemple, per identificar i orientar patrons de tràfic".
El congressista Tiahrt va respondre a la posició de MAIG sobre la seva esmena en una declaració del Congrés el 2007:
| « | (anglès) At issue was a campaign urging repeal of the Tiahrt Amendment, which prohibits the Bureau of Alcohol, Tobacco, Firearms and Explosives (ATF) from releasing gun trace data to the public. The ATF gun trace database contains investigation-specific information and is made available to law enforcement agencies and prosecutors for criminal investigations. The ATF and the Fraternal Order of Police (FOP), the nation's largest law enforcement organization, support the Tiahrt Amendment and have requested its reauthorization every year since 2003. Both organizations claimed repeal of the Tiahrt Amendment would jeopardize ongoing criminal investigations and risk the lives of undercover law enforcement officers ... The organization Mayors Against Illegal Guns is behind the Tiahrt repeal campaign. The group claims to have the support of numerous police chiefs across the country, which is also misleading according to National FOP President Chuck Canterbury: "The mayors would have you believe that law enforcement supports giving them the information on gun traces because many of their employees--namely police chiefs, who often serve at the pleasure of the mayor--have publicly backed their coalition," explained Canterbury. "But the officers in the field who are actually working illegal gun cases know that releasing sensitive information about pending cases can jeopardize the integrity of an investigation or even place the lives of undercover officers in danger. That is why the Fraternal Order of Police has always supported language protecting firearms trace data, now known as the 'Tiahrt amendment.' For the men and women in uniform who are fighting illegal guns, it is a matter of officer safety and good police work." NY Police Commissioner Ray Kelly, the Bureau of Alcohol Tobacco Firearms and Explosives (ATF) and the FOP have all requested this language to protect investigations and law enforcement officers. Hopefully it is true that not one law enforcement officer ever died prior to the enactment of the Tiahrt protection—Rep. Tiahrt joins the FOP, ATF and others in supporting a policy that will keep it that way. | (català) Es tractava d'una campanya que instava a la revocació de l'esmena Tiahrt, que prohibeix a l'Oficina d'Alcohol, Tabac, Armes de Foc i Explosius (ATF) publicar dades de traces d'armes al públic. La base de dades de rastreig d’armes ATF conté informació específica de la investigació i es posa a disposició de les agències policials i dels fiscals per a investigacions penals. L’ATF i l’Orde Fraternal de Policia (FOP), l’organització policial més gran del país, donen suport a l'esmena Tiahrt i han sol·licitat la seva autorització cada any des del 2003. Ambdues organitzacions van afirmar que la revocació de l'esmena Tiahrt posaria en perill les investigacions penals en curs i arriscaria la vida d’agents encoberts de la policia ... L’organització Alcaldes contra armes il·legals està darrere de la campanya de derogació de Tiahrt. El grup afirma comptar amb el suport de nombrosos caps de policia a tot el país, cosa que també és enganyosa segons el president de la FOP nacional Chuck Canterbury: "Els alcaldes us faran creure que les forces de l'ordre donen informació sobre les traces d'armes perquè molts dels seus empleats, és a dir, els caps de policia, que sovint serveixen a plaer de l'alcalde, han donat suport públicament a la seva coalició", va explicar Canterbury. "Però els agents del camp que realment estan treballant en casos il·lícits d'armes al foc saben que alliberar informació sensible sobre casos pendents pot posar en perill la integritat d'una investigació o fins i tot posar en perill la vida d'agents encoberts. És per això que l'Orde Fraterna de Policia sempre ha S'ha donat suport al llenguatge que protegeix les dades de traça d'armes de foc, ara conegudes com a "esmena Tiahrt". Per als homes i les dones uniformats que lluiten contra armes il·legals, és una qüestió de seguretat dels agents i una bona feina policial ". El comissari de policia de Nova York Ray Kelly, l'Oficina d'Armes de Foc i Explosius de Tabac d'Alcohol (ATF) i la FOP han sol·licitat aquest llenguatge per protegir les investigacions i els agents de la policia. Esperem que sigui cert que mai cap agent de policia va morir abans de la promulgació de la protecció Tiahrt — Rep. Tiahrt s'uneix a FOP, ATF i altres persones per donar suport a una política que la mantindrà així. | » |
| — | | |   |

Ray Kelly, però, ha participat en esdeveniments que demanaven la derogació de l'esmena Tiahrt. L'ATF sota l'administració Obama no ha emès cap posició formal sobre l'esmena. I mentre era senador, el president Barack Obama va declarar:
| « | (anglès) At a time when bloodshed on our streets is on the rise, making sure that our law enforcement officers have all the tools they need to fight crime should be our top priority. But instead of providing those tools, the Tiahrt Amendment ties the hands of police in their effort to halt illegal gun trafficking and sales. I am proud to join the Mayors Against Illegal Guns in their fight against this dangerous legislation. Our communities and the brave men and women who risk their lives everyday to protect us deserve more from Congress. | (català) En un moment en què el vessament de sang als nostres carrers està en augment, assegurar-nos que els agents de la policia tinguin totes les eines necessàries per combatre la delinqüència hauria de ser la nostra principal prioritat. Però en lloc de proporcionar aquestes eines, l'esmena Tiahrt lliga les mans de la policia en el seu esforç per aturar el tràfic il·legal d'armes i les vendes. Estic orgullós d'unir-me als alcaldes contra armes il·legals en la seva lluita contra aquesta perillosa legislació. Les nostres comunitats i els valents homes i dones que arrisquen la seva vida cada dia per protegir-nos mereixen més del Congrés. | » |
| — | | |   |

Tanmateix, la seva administració només va demanar modificacions menors a l'esmena durant l'últim cicle d'apropiacions.

### Altres qüestions
En el seu llançament, l'organització va dir que no defensaria la prohibició de les armes d'assalt.
Però Everytown ha presentat escrits sobre l'amicus curiae en suport de la prohibició de revistes d'alta capacitat i de la legislació de permisos que pot emetre Califòrnia. I es va presentar un escrit que impugnava la llei de prevenció estatal de Florida contra les ordenances locals sobre armes de foc.
El juliol de 2018, l’organització va sol·licitar una ordre judicial per bloquejar la distribució de manuals per a armes de foc impreses en 3D per part de Defense Distributed.
El grup també va advocar per la prohibició de les accions de protecció després del tiroteig de Las Vegas del 2017.

## Programes i activitats polítiques
L'abril de 2008, Walmart —el major venedor al detall d'armes de foc dels Estats Units— va adoptar voluntàriament diverses noves pràctiques de venda a instàncies de Mayors Against Illegal Guns per "ajudar a garantir que les armes no caiguessin en mans equivocades". El vicepresident sènior, JP Suarez, va afirmar que Walmart va signar el codi de 10 punts de la "Responsible Firearms Retailer Partnership" per ajudar la corporació a "afinar les coses que ja estem fent i enfortir encara més els nostres estàndards". Va afegir: "Esperem que altres venedors d'armes al detall s'uneixin a nosaltres per adoptar el codi".
El 2009, els alcaldes contra les armes il·legals van pressionar contra l'esmena Thune sobre armes de foc ocultes, van treure anuncis a pàgina sencera en centenars de diaris i van fer pressió directa al llavors senador de Pennsilvània, Arlen Specter. L'esmena de Thune, sovint denominada "Concealed Carry Reciprocity", hauria canviat la llei federal per exigir a cada estat dels EUA que reconegués els permisos de la resta d'estats. Actualment, cada estat decideix quins permisos d'altres estats reconeixeran. L'ANR, que va donar suport a l'esmena, va prometre "puntuar" el vot dels legisladors. L'esmena va ser derrotada 58 a 39, i era la primera vegada que l'Associació Nacional del Rifle perdia una votació al Senat en una dècada.
Després del tiroteig de Tucson del 2011 en què va resultar ferida la representant Gabrielle Giffords (D-AZ), l’organització va iniciar una petició anomenada Fix Gun Checks per exigir controls de fons a tots els compradors d’armes, que va rebre 250.000 signatures. El grup també va publicar una investigació que demostrava que 18 estats havien presentat menys de 100 registres de salut mental al sistema de verificació dels antecedents, i van donar el seu suport a la Fix Gun Checks Act, introduïda pel senador de Nova York Chuck Schumer i la representant Carolyn McCarthy. El grup va conduir un camió durant una gira de dos mesos pel país amb parades previstes a diversos estats per conscienciar sobre la violència amb armes.
El 2012, l'organització va treballar amb caps militars retirats per anul·lar amb èxit una esmena del Congrés que prohibia als comandants militars i als professionals de la salut mental investigar o mantenir registres d'armes de foc i municions en possessió privada dels membres del servei. L'abril de 2013, l'organització va liderar els esforços per aprovar legislació al Senat dels EUA per exigir una comprovació de fons per a totes les vendes d'armes en entorns comercials. Coneguda com l'esmena de Manchin-Toomey (esmena 715 del 113è Congrés), la legislació hauria ampliat els requisits per dur a terme controls de fons per cobrir totes les vendes d’armes realitzades a través d’Internet i en espectacles d’armes. L'esmena finalment no va aconseguir els 60 vots necessaris per aprovar-se al Senat.
Després de la votació del Senat, Mayors Against Illegal Guns van publicar anuncis a 13 estats, ja fos en suport dels senadors que van votar per aprovar la legislació o en oposició als legisladors que van votar en contra. El grup va gastar aproximadament 12 milions de dòlars en aquests anuncis. Mayors Against Illegal Guns també va realitzar una gira en autobús, similar a la gira que va organitzar després del rodatge de Giffords, titulada "No More Names". La gira No More Names va visitar 25 estats en 100 dies per obtenir suport local per aprovar la legislació de prevenció de la violència d'armes al Congrés. No More Names és un programa llançat el 14 de juny de 2013 (el sisè aniversari del tiroteig de l'escola primària Sandy Hook) amb l'objectiu declarat d’"aprovar lleis de sentit comú, incloses comprovacions de fons completes, que redueixin la violència amb armes i salvaran vides". El programa es mou al voltant d’una gira en autobús per vint-i-cinc estats en cent dies que comença a Newtown, Connecticut. A cada parada, "els supervivents de la violència armada, alcaldes, líders religiosos i altres membres de la comunitat llegiran en veu alta els noms dels nord-americans assassinats amb armes des de Newtown". Es tracta d’animar els membres del Congrés a “aprovar les lleis d’armes de sentit comú”.
Els organitzadors de MAIG varen emetre una disculpa després que uns oradors seus afegissin per error a Tamerlan Tsarnaev com a víctima de les explosions a la marató de Boston quan en va ser l'autor, aquesta llista errònia es va llegir en veu alta en una manifestació a favor del control d'armes a Concord, New Hampshire - una errada observada per New Hampshire Union Leader i criticada pel New Hampshire Party entre d'altres. Una inspecció addicional va comprovar que la llista també contenia els noms d'almenys deu sospitosos d'assassinat, inclòs l'exoficial del Departament de Policia de Los Angeles, Christopher Dorner, convertit en fugitiu. Com a resposta, el grup va emetre un comunicat explicant que feia servir una llista compilada per Slate.com com a font.
Durant les eleccions de 2014, es van aprovar més de 100 candidats al càrrec a 28 estats. Everytown va participar activament en el suport a l'aprovació de la Iniciativa 594 de l'Estat de Washington, una exitosa iniciativa legislativa popular que va canviar la llei de l'Estat de Washington per exigir controls de fons per a totes les compres d'armes. Segons els registres públics, les despeses d'Everytown en suport a la Iniciativa 594 sumaren més de 3,2 milions de dòlars i van estar entre els cinc principals contribuents a la Washington Alliance for Gun Responsibility, el grup estatal de Washington es va formar per donar suport a l'aprovació de la Iniciativa 594. Everytown també es va oposar a la Iniciativa 591 de l'Estat de Washington, una contra mesura a la Iniciativa 594 recolzada per grups pro dret a les armes. La iniciativa 594 es va aprovar el 4 de novembre de 2014, amb un 59,3% de vots sí i un 40,7% de vots no. La iniciativa 591, que va aparèixer en la mateixa votació, va ser rebutjada amb un 55,3% de vots no i un 44,7% de vots sí. El grup també va donar suport a la reelecció del governador de Colorado, John Hickenlooper (D), i dels senadors estatals de Colorado, que van donar suport a l'aprovació de les lleis de prevenció de la violència amb armes de foc a 2013 a l'estat, inclosa una llei que exigeix verificacions de fons de totes les vendes d'armes.
Després de la defensa amb èxit de l'organització de la Iniciativa 594 de l'Estat de Washington, el grup va anunciar plans per donar suport a una iniciativa similar a Nevada. El 8 de desembre de 2014, la iniciativa de Nevada es va classificar per participar en la votació d’aquest estat de 2016. La iniciativa passada, però quedà en suspens a causa de la interpretació del fiscal general de l'estat, Adam Laxalt, del llenguatge de votació pel que fa a la implicació de l'FBI, cosa que la feia inaplicable. El 4 d’octubre de 2017, la campanya de suport a la iniciativa, Nevadans for Background Checks, va presentar una demanda contra Laxalt i el governador Brian Sandoval, exigint-los que implementessin la llei. Everytown anuncià que considerava votar per campanyes d'iniciatives electorals a Arizona, Maine i Oregon.
El desembre de 2015, l'organització es va associar amb l'Associació Nacional de Bàsquet (NBA) per produir una sèrie d'anuncis que demanaven la fi de la violència amb armes de foc, sense oferir recomanacions específiques sobre quina política. Entre els jugadors de la NBA apareguts als anuncis hi havia Stephen Curry i Carmelo Anthony. Els anuncis es van emetre per primera vegada el dia de Nadal d’aquell any.
Everytown, Moms Demand Action i Students Demand Action van patrocinar un fòrum d'armes per als candidats a la presidència del 2020 a The Des Moines Register Political Soapbox el 10 d'agost de 2019.

## Organització

### Consell Assessor
Everytown té un consell assessor compost per alcaldes, líders empresarials i militars i supervivents de la violència armada. El gener de 2014, el consell assessor de l'organització estava format pels membres següents:
- Art Acevedo: cap de policia, Houston, TX
- Tom Barrett: alcalde de Milwaukee, WI
- Stephen Barton - Supervivent del tiroteig al cinema Aurora
- Michael R. Bloomberg - exalcalde de Nova York, Nova York
- David Boren: antic governador i senador dels Estats Units d'Oklahoma
- Eli Broad - Filantrop
- Warren Buffett: inversor
- Gloria Chávez - Alcaldessa de Tijeras, NM
- David Chipman: antic agent de l'Oficina d'Alcohol, Tabac, Armes de Foc i Explosius
- Michael B. Coleman: exalcalde de Columbus, OH
- Carlos Giménez - alcalde del comtat de Miami-Dade, FL
- Roxanna Greene: mare de Christina Taylor Greene, assassinada en el tiroteig de Tucson del 2011
- Nick Hanauer: capitalista de risc
- Geoffrey Henry - alcalde d'Oxford, Pennsilvània
- Irwin M. Jacobs: antic president de Qualcomm
- Danny Jones: alcalde de Charleston, Virginia Occidental
- Ken Lerer: home de negocis i executiu de mitjans
- John Mack: antic conseller delegat de Morgan Stanley
- Chris McDonnell: pare de Grace McDonnell, estudiant assassinada al tiroteig de l'escola primària Sandy Hook
- Marc Morial - President de la Lliga Nacional Urbana
- Mike Mullen - Almirall a la Marina dels Estats Units, retirat.
- Michael Nutter - alcalde de Filadèlfia, Pennsilvània
- Annise Parker: exalcaldessa de Houston, TX
- Cleopatra Pendleton - Mare de Hadiya Pendleton, assassinada per trets d'arma de foc
- Nathaniel Pendleton: pare de Hadiya Pendleton, assassinada per trets d'arma de foc
- Gilles Rousseau - Pare de Lauren Rousseau, professora assassinada al tiroteig a Sandy Hook Elementary
- Christy Salters Martin: antic boxejador professional, supervivent de la violència armada
- Shannon Watts: fundadora de Moms Demand Action for Gun Sense

### Alcaldes contra armes il·legals
MAIG està format per "més de 1.000 alcaldes actuals i antics". La pertinença a MAIG va caure un 15%, passant de 1.046 a 885, entre el tiroteig de l'escola primària Sandy Hook el desembre de 2012 i un recompte el febrer de 2014. El president de l'ANR, James W. Porter, va dir que "hi ha molt poca voluntat política per assumir qualsevol d'aquestes qüestions relacionades amb les armes". Alguns alcaldes van dir que el grup havia passat d’estar contra armes il·legals a estar simplement contra les armes. El president de MAIG, John Feinblatt, va dir que el grup té els mateixos principis que abans i que la baixada de membres era "només el curs natural dels esdeveniments que els alcaldes abandonen i s'uneixen a la nostra coalició en funció del cicle electoral". No obstant això, diversos alcaldes fundadors van acabar a la presó com Kwame Kilpatrick, alcalde de Detroit.
Mentrestant, a Rockford, Illinois, l'alcalde Larry Morrissey creia que "Mayors Against Illegal Guns" seria un grup centrat en les armes que estaven posseïdes il·legalment per persones prohibides, però en canvi va trobar que el focus de MAIG era promoure legislacions que fessin il·legals els rifles i les revistes.
El 2009, almenys quatre alcaldes van emetre declaracions públiques per confirmar la seva pertinença i elogiar la coalició, en resposta a la campanya de redacció de cartes de l'ANR. Una alcaldessa va reafirmar la seva afiliació mentre afirmava que "res del que ha pressionat aquesta organització ha estat desfer-se de les armes del tot o prendre els drets de la Segona Esmena de la gent".

### Moms Demand Action For Gun Sense in America
Moms Demand Action for Gun Sense in America es va fundar el 15 de desembre de 2012, un dia després del tiroteig de Sandy Hook Elementary School. L’organització va ser fundada perquè les mares defensessin la prevenció de la violència amb armes de foc com a campanya de Everytown for Gun Safety Action Fund. El grup va ser fundat per Shannon Watts a Indianapolis, Indiana i va començar originalment com una pàgina de grup de base a Facebook titulada "Un milió de mares per al control d'armes". A finals de 2013, Moms Demand Action s'havia convertit en un grup de defensa amb 130.000 membres i capítols dels 50 estats. El grup ha citat com a referent a Mothers Against Drunk Driving (MADD) de model per al seu establishment. Moms Demand Action ha pressionat els membres del Congrés per ampliar els antecedents de les persones que comprin armes, i afirma que va convèncer Starbucks de prohibir les armes a les seves cafeteries. A més, Moms Demand Action dona suport als candidats al Congrés que estiguin d'acord amb les seves demandes.
Una campanya publicitària llançada pel grup va comparar les lleis sobre armes d'assalt amb les lleis que han prohibit amb èxit altres coses en determinades zones dels Estats Units, inclosos els bombons Kinder Surprise, alguns llibres i el dodgeball. El desembre de 2013, Moms Demand Action va anunciar que s'havia fusionat amb Mayors Against Illegal Guns per formar Everytown for Gun Safety. L'octubre de 2017 anuncià que havia assolit 4 milions de membres.
El febrer de 2018, després del tiroteig massiu a Parkland, Florida, el grup va llançar una campanya demanant a les empreses que proporcionaven serveis de retransmissió d'esdeveniments que eliminessin de la seva oferta el canal en línia de la NRA (NRATV).

### Students Demand Action For Gun Sense in America

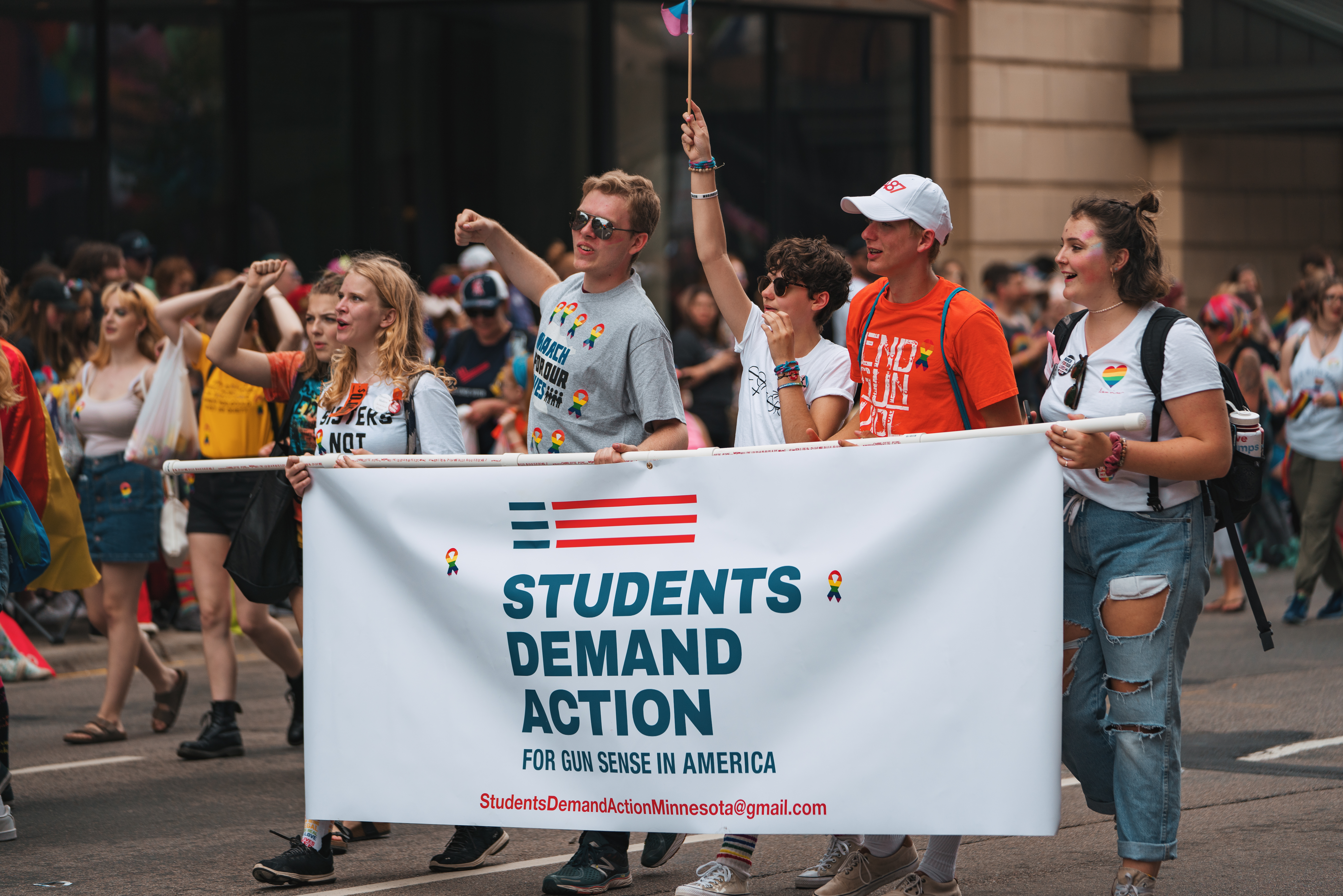
Simpatitzants de Students Demand Action marxen en la Twin Cities Pride Parade 2018 a Minneapolis, Minnesota.

Students Demand Action for Gun Sense in America és l’ala estudiantil d'Everytown. Després del tiroteig massiu de febrer del 2018 a l'escola secundària Marjory Stoneman-Douglas de Parkland, Florida, molts estudiants van implorar Everytown for Gun Safety que fundés una branca dedicada a l’activisme estudiantil. Com a resposta, Everytown va fundar l'organització estudiantil i va començar a acceptar sol·licituds d'estudiants que volien fundar els seus propis capítols del grup a principis del 2018. Dos dies després de la reunió March for Our Lives a Washington, DC, Everytown va anunciar que es posaria a la disposició d’un programa de subvencions d’1 milió de dòlars per accelerar el creixement ja en expansió. Els capítols de Students Demand Action, a més de perseguir els objectius establerts per líders i assessors estudiantils, col·laboren amb l’oficina nacional de Everytown for Gun Safety, així com amb els capítols d’acció de demanda de mares locals i estatals per coordinar la defensa. A principis del 2019, Moms Demand Action va organitzar jornades de promoció legislativa en coordinació amb els capítols locals de Demand Action. Segons Everytown, a finals de 2018 s'havien fundat més de 200 grups.

## Oposició de l’ANR
El setembre de 2009, l'Institut d'Acció Legislativa (ILA) de l'Associació Nacional de Rifles (NRA) va declarar que els alcaldes contra les armes il·legals "no només es preocupen de les armes 'il·legals'", sinó que en realitat són "anti armes" en general. La NRA va animar els membres a demanar als seus alcaldes que dimitissin de MAIG. L’octubre de 2009, la portaveu de l'NRA, Rachel Parsons, va declarar que "els alcaldes participants de la coalició, tant de grans com de petites ciutats, van caure de 463 a menys de 400" com a resultat de la campanya de redacció de cartes de la NRA. L’alcalde Bloomberg, però, ha dit que, mentre 60 alcaldes han abandonat l’organització des que es va iniciar la campanya de l’ANR, s'han adherit 110 alcaldes més.
Algunes de les crítiques de l'ANR han inclòs atacs contra Bloomberg, cofundador de MAIG. En una notícia de portada de la seva revista de notícies America's 1st Freedom, l'ANR ha descrit l'alcalde Bloomberg com "un multimilionari, un evangelista de Boston per a l'estat de mainadera" que lidera una "càbala". James OE Norell, editor col·laborador, va dir que Bloomberg "no té res més que les seves pròpies ambicions, l'alcalde s'ha consolidat com una mena de vigilant nacional de control d'armes". La portada sobre el tema per part del New York Times el 2007, representà a Bloomberg com un "pop gegant, amb aspecte ferotge i lleugerament boig, amb els braços serpentins remolinant darrere seu".
El lloc web de l'ANR enumerà 73 alcaldes que havien abandonat MAIG, inclosos 15 només a Pennsilvània.
L'alcaldessa Mary Wolf de Williamsport, Pennsilvània, va dir que va dimitir "perquè creia que [MAIG] intentava erosionar tota la propietat d'armes, no només les armes il·legals". John Tkazik, alcalde de Poughkeepsie, Nova York, membre de la NRA i antic membre de MAIG, va dimitir i va declarar que ell i altres 50 persones també van dimitir perquè "MAIG s'havia convertit en un vehicle per Bloomberg per promoure la seva agenda personal de control d'armes, violant els drets de la Segona Esmena dels ciutadans que compleixen la llei" i que "no va trigar a adonar-se que l’agenda de MAIG era molt més que lliurar criminals il·legals; que sota la disfressa d’ajudar els alcaldes que s'enfronten a una epidèmia de delictes i drogues, MAIG tenia la intenció de promoure la confiscació d’armes a ciutadans que complissin la llei.
L'ANR digué que MAIG havia utilitzat els noms dels alcaldes sense permís o que havien estat identificats erròniament.

## Controvèrsia sobre la definició dels tirotejos escolars
Després del tiroteig de Stoneman Douglas High School el 14 de febrer de 2018, Everytown va afirmar que el tiroteig va ser el 18è tiroteig escolar de l'any, una estadística que el Washington Post va anomenar "incorrecte". El cas que Everytown va comptar com el primer tiroteig escolar de l'any va considerar el suïcidi d'un home de 31 anys al pàrquing d'una escola de Michigan que feia set mesos que estava tancada. Una altra instància va considerar que un alumne de tercer grau pressionava el gallet sobre l'arma fundada d'un oficial, on l'arma de foc es va llançar a terra. La base d'Everytown per a un tiroteig escolar es defineix com "cada vegada que una arma de foc llança una ronda de trets en viu dins d'un edifici escolar o en un campus o terreny escolar". USA Today va informar que el "nombre real" de tirotejos escolars des de l'1 de gener de 2018 era de sis. Segons els estàndards de TIME, el nombre era de quatre.
La definició del grup d'un "tiroteig escolar" també es va desafiar el 2014 quan Everytown va afirmar que hi havia hagut 74 trets escolars des de Sandy Hook.